# Rakovnik, Medvode
Rakovnik este o localitate din comuna Medvode, Slovenia, cu o populație de 275 de locuitori.